# Borassus
A Borassus az egyszikűek (Liliopsida) osztályának pálmavirágúak (Arecales) rendjébe, ezen belül a pálmafélék (Arecaceae) családjába tartozó nemzetség.

## Előfordulásuk
A Borassus-fajok előfordulási területe, fajoktól függően, lehet a trópusi Afrika, Nyugat-Afrika, Madagaszkár, Dél-Ázsia és Délkelet-Ázsia, valamint Pápua Új-Guinea is.

## Rendszerezés
A nemzetségbe az alábbi 5 faj tartozik:
- Borassus aethiopum Mart., Hist. Nat. Palm. 3: 221 (1838)
- Borassus akeassii Bayton, Ouédr. & Guinko, Bot. J. Linn. Soc. 150: 420 (2006)
- Palmira-pálma (Borassus flabellifer) L., Sp. Pl.: 1187 (1753)
- Borassus heineanus Becc., Webbia 4: 354 (1914)
- Borassus madagascariensis (Jum. & H.Perrier) Bojer ex Jum. & H.Perrier, Ann. Mus. Colon. Marseille, III, 1: 61, t. 33-35 (1913)